# Glycérol kinase
La glycérol kinase est une phosphotransférase qui catalyse la réaction :
|          | + ATP → ADP + |                         |
| Glycérol |               | sn-glycérol-3-phosphate |
Cette enzyme intervient dans la biosynthèse des triglycérides et des glycérophospholipides. Quatre paralogues sont connus chez l'homme, exprimées dans le foie et diverses isoformes résultent de l'épissage alternatif de l'ARN messager. Ces enzymes sont toutes actives et se trouvent aussi bien dans le cytosol que sur la membrane mitochondriale externe.
La surexpression de la glycérol kinase chez la souris a entraîné une modification de l'ensemble de la métabolisation du carbone chez ces animaux, ce qui laisserait penser que cette enzyme aurait d'autres fonctions métaboliques,.